# Биби, Арье
Арье Биби (ивр. אריה ביבי‎; род. 28 апреля 1943 года, Багдад, Ирак) — израильский политик, депутат кнессета от партии «Кадима».

## Биография
Арье Биби родился 28 апреля 1943 года в Багдаде, Ирак. В возрасте восьми лет он, вместе с семьёй, репатриировался в Израиль. Биби начал свою службу в десантных войсках. После службы в армии он поступил на службу в полицию Израиля.
В период с 1993 по 1997 год возглавлял управление тюрем Израиля.
На праймериз в Кадиме перед выборами в кнессет в 2009 году он занял 26 место и прошел в кнессет, так как партия получила 28 мест.
Биби живёт в Петах-Тикве, женат, имеет четверых детей. Владеет ивритом, арабским и английским языком.